# Motorizzazione civile
La motorizzazione civile è la struttura che svolge il controllo tecnico e la funzione amministrativa in relazione al rispetto delle normative tecniche sul trasporto civile in un dato paese.
Esistono attività di coordinamento e controllo della motorizzazione civile a livello internazionale, come ad esempio la Conferenza europea dei ministri dei trasporti, specialmente nell'ambito di spazi economici comuni come l'Unione europea, in cui le attività di motorizzazione civile sono armonizzate fatte salve sporadiche eccezioni.

## Motorizzazione civile italiana
In Italia le funzioni di motorizzazione civile sono attribuite al Ministero delle infrastrutture e dei trasporti (MIT), venendo espletate, a livello centrale, dalla Direzione generale per la motorizzazione e, a livello periferico, dalle Direzioni generali territoriali, segnatamente dagli uffici di motorizzazione civile (UMC).

### Storia e organizzazione

#### Nel Regno d'Italia
Una prima normativa organica dei compiti propri della motorizzazione privata è rappresentato dal Regio Decreto 29 luglio 1909 n. 7. Il termine motorizzazione civile appare invece formalmente, per la prima volta, nel d.lgs 5 maggio 1941 n. 370.
Il predetto regio decreto istituiva l'Ufficio speciale delle ferrovie, gerarchicamente dipendente dal Ministero delle comunicazioni, al quale venne affidata la funzione di sorveglianza su tutti i veicoli a trazione meccanica senza guida di rotaie, circolanti su strada. Tale ufficio, successivamente, venne denominato Ispettorato generale delle ferrovie, tramvie e automobili, che operava nel settore della motorizzazione attraverso i Circoli ferroviari d'ispezione. Tali circoli avevano una struttura non organizzata in maniera capillare e le competenze riguardavano sia il trasporto su gomma che il trasporto ferroviario. Si trattava quindi di un istituto non particolarmente specializzato nel settore della motorizzazione civile.
In seguito, il decreto luogotenenziale 12 dicembre 1944 n. 413 ripartiva il Ministero delle comunicazioni in due distinti dicasteri, il Ministero dei trasporti e il Ministero delle poste e delle telecomunicazioni; la motorizzazione civile veniva così assegnata al Ministero dei trasporti.

#### Nella Repubblica Italiana
Nel secondo dopoguerra, il d.lgs. 7 maggio 1948, n. 557 (Modificazioni ai ruoli organici del personale dell'Ispettorato generale della motorizzazione civile e dei trasporti in concessione) trasferiva più opportunamente, tutte le pregresse competenze dei Circoli ferroviari di ispezione agli uffici dell'Ispettorato della motorizzazione civile e trasporti in concessione (MCTC). Con tale decreto vennero costituiti gli Ispettorati compartimentali, strumento periferico dell'Ispettorato generale della motorizzazione civile e dei trasporti in concessione (IGM).
L'organizzazione periferica era strutturata fondamentalmente su base regionale; vennero creati ispettorati compartimentali in 16 delle allora 19 regioni italiane a eccezione di Basilicata e Umbria, in cui avevano giurisdizione due sezioni distaccate della motorizzazione; a Trieste, territorio all'epoca formalmente indipendente sotto mandato italo-alleato, fu istituito un ispettorato motorizzazione civile e trasporti.
Il D.P.R. 28 giugno 1955 n. 771 (Decentramento dei servizi del Ministero dei trasporti, Ispettorato generale della motorizzazione civile e dei trasporti in concessione - MCTC) provvedeva successivamente a decentrare alcune competenze dell'Ispettorato generale (struttura centrale) in materia di trasporti su linee automobilistiche e tranviarie agli Ispettorati compartimentali (struttura periferica).
Con legge 31 ottobre 1967 n. 1085 l'Ispettorato generale assunse il nome di Direzione generale della motorizzazione civile e dei trasporti in concessione (DGMCTC) e gli ispettorati compartimentali furono rinominati direzioni compartimentali. Il D.P.R. 14 gennaio 1972 n. 5 provvide alla creazione di una struttura su base provinciale, istituendo gli uffici della motorizzazione civile e dei trasporti in concessione in ogni capoluogo di provincia, che assumevano le competenze delle ex direzioni compartimentali.
La motorizzazione civile da quel momento in poi veniva gestita con criteri che più si avvicinano a quelli odierni. Infatti dal 1999 le competenze di carattere tecnico della direzione generale MCTC passavano dl Dipartimento per i trasporti terrestri, struttura incardinata prima presso il Ministero dei trasporti e poi nel Ministero delle infrastrutture e dei trasporti, di cui gli uffici della motorizzazione civile costituivano una struttura periferica, sempre su base provinciale.
Successivamente vi sono state ulteriori suddivisioni territoriali delle strutture periferiche del Dipartimento per i trasporti terrestri: dapprima in nove SIIT - Servizi integrati infrastrutture e trasporti - ai sensi del con D.P.R. 2 luglio 2004 n. 184 - aventi sede rispettivamente nelle nove città di Bari, Bologna, Firenze, Milano, Napoli, Palermo, Roma, Torino e Venezia; successivamente, con D.P.R. 3 dicembre 2008 n. 211, in cinque Direzioni generali territoriali (DGT) con sedi a Bari, Milano, Napoli, Roma e Venezia, ancora oggi in essere.
Sia i precedenti SIIT che le Direzioni generali territoriali sono le strutture periferiche che coordinano le attività degli uffici territoriali della motorizzazione civile (UMC, CPA e fino al 2021 anche USTIF). Dal punto di vista operativo gli Uffici della motorizzazione civile (UMC), comunque, non hanno subito sostanziali cambiamenti in termini di mansioni di istituto, essendo ancora strutturati su base provinciale.
A partire dal 2022 non sono più sotto la competenza della motorizzazione civile gli Uffici Speciali Impianti fissi (USTIF), che svolgevano attività in materia di sicurezza dei sistemi di trasporto ad impianto fisso di competenza statale, con dislocamento interregionale, ora trasferiti all'agenzia ANSFISA.

### Dislocamento sul territorio
L'articolazione di questi uffici, attualmente denominati UMC (Uffici motorizzazione civile) è su base essenzialmente provinciale. 
Tra gli uffici periferici, invece, hanno una distribuzione territoriale di tipo interregionale i CPA (Centri Prova Autoveicoli), che svolgono principalmente attività in materia di omologazione dei veicoli.

### Competenze
Oltre ai settori tipici legati al controllo di veicoli e conducenti su base provinciale, sono molteplici le competenze delle strutture periferiche citate. Gli Uffici Provinciali della motorizzazione civile si occupano anche di attività connesse con l'autotrasporto di cose e persone, per quanto le relative competenze si siano assottigliate con l'entrata in vigore del Decreto Legislativo 31 marzo 1998 n. 112, con il quale sono state devolute molte competenze in materia di autotrasporto alle amministrazioni provinciali.

#### Competenze UMC
Si elencano, di seguito le principali competenze degli uffici provinciali della motorizzazione (UMC):
- Settore conducenti
  - Rilascio per esame e per documentazione della patente di guida italiana,[3] del Certificato di Abilitazione Professionale (CAP), della Carta di Qualificazione del Conducente (CQC), certificato di formazione professionale ADR, ecc.
  - Parere tecnico alla prefettura in materia di sospensioni patenti
  - Partecipazione alle commissioni provinciali di abilitazione alle mansioni di istruttore ed insegnante presso le autoscuole
  - Partecipazione alle commissioni mediche provinciali per l'accertamento dell'idoneità psicofisica alla guida
- Settore veicoli
  - Attività in materia di collaudi e revisioni dei veicoli in circolazione
  - Attività in materia di immatricolazione veicoli
- Settore dell'autotrasporto di persone e cose
  - Partecipazione al Comitato Provinciale per l'Albo autotrasportatori
  - Rilascio copie conformi licenze comunitarie
  - Rilascio autorizzazioni per gli autobus destinati a servizio di noleggio per l'impiego in servizio di linea e viceversa
  - Gestione delle autolinee di competenza stradale (attività istruttoria, autorizzativi e di vigilanza per le autolinee di competenza statale) e documenti di viaggio per servizi internazionali trasporto viaggiatori
  - Rapporti istituzionali con le regioni, le province e gli enti locali: partecipazione alla Commissione consultiva presso la Provincia per la gestione dell'Albo Provinciale Autotrasportatori
  - Partecipazione alla Commissione provinciale per l'accertamento della capacità professionale per l'attività di Autotrasportatore per Conto di Terzi (propedeutica per l'Iscrizione all'Albo)
  - Partecipazione alla Commissione consultiva presso la Provincia per il rilascio delle licenze in Conto Proprio
- Settore della navigazione interna e da Diporto
  - Attività in materia di collaudo e accertamenti tecnici sulle imbarcazioni che effettuano la navigazione nelle acque interne, su richiesta degli Ispettorati di Porto competenti per iscrizione ovvero luogo di approdo
  - Tenuta del R.I.D.(Registro Imbarcazioni da Diporto): iscrizione, cancellazione, trasferimento e pubblicità navale con rilascio delle relative certificazioni e licenza di navigazione
  - Rilascio per esami della patente nautica da diporto entro 12 miglia dalla costa e relativi convalide e duplicati

Inoltre si possono elencare alcune attività tipicamente ispettive legate strettamente alla sicurezza nei settori di competenza quali:
- Attività di prevenzione, informazione e repressione sull'uso improprio o scorretto delle strade;
- Funzioni di certificazione di qualità, ispezione e controllo tecnico: nulla osta di idoneità allo svolgimento dei corsi ADR e controllo sulla loro effettuazione;
- Controllo sull'attività delle Autoscuole in relazione all'effettuazione dei corsi per il recupero punti;
- Controllo tecnico sulle imprese di Autoriparazione che effettuano servizio di Revisione;
- Controllo sull'attività svolta dagli Studi di Consulenza relativamente all'esercizio di Sportello Telematico dell'Automobilista;
- Espletamento del servizio di Polizia Stradale di cui all'art. 12 del decreto legislativo 30 aprile 1992, n. 285: verifiche e controlli sul circolante in collaborazione con gli organi di polizia su veicoli nazionali ed internazionali.

#### Competenze CPA
Si elencano, di seguito le principali competenze dei Centri Prova Autoveicoli (CPA):
- Settore omologazioni
  - Omologazione veicoli di categoria internazionale L,M,N,O
  - Omologazione macchine agricole e operatrici
  - Omologazione dispositivi (barre paraincastro, frigoriferi ATP, ecc.) ed entità tecniche indipendenti (caschi, ecc.)
  - Verifica della conformità della produzione delle ditte titolari di omologazioni
- Attività di verifica tecnica
  - Autobus e trasporto di persone
  - Supporto tecnico agli UMC per modifiche e trasformazioni di grave entità di veicoli (modifica telaio, etc.)
  - Verifica tecnica veicoli con data di costruzione precedente al 1960
  - Veicoli e trasporti eccezionali
- ATP (Accord Transport Perissable: trasporto cibo e derrate deperibili)
  - Omologazione e prova isotermica periodica di dispositivi ATP (casse isotermiche, frigoriferi, ecc.)
  - Controllo delle nuove attività degli Esperti ATP